# Macrostylis
Macrostylis es un género con 24 especies de plantas de flores perteneciente a la familia Rutaceae. 

## Especies seleccionadas
- Macrostylis barbata
- Macrostylis barbigera
- Macrostylis cassiopoides
- Macrostylis cauliflora
- Macrostylis cordata